# Jänissaaret (ö i Norra Savolax, Varkaus, lat 62,59, long 27,55)
Jänissaaret är en ö i Finland. Den ligger i sjön Ylä-Koirus och i kommunen Leppävirta i den ekonomiska regionen  Varkaus ekonomiska region  och landskapet Norra Savolax, i den centrala delen av landet, 300 km nordost om huvudstaden Helsingfors. Öns area är 2,2 hektar och dess största längd är 290 meter i nord-sydlig riktning.  Notera att namnet antyder att det är fråga om flera öar.